# 岡田薫
岡田 薫（おかだ かおる、1978年3月16日 - ）は、ネイルサロン「Lagoon」のオーナーネイリストである。
大阪府大阪市出身。2女の母でもある。特技は日本舞踊（名取）

## 来歴・人物
- 龍谷大学経済学部卒業。
- 『世界・ふしぎ発見!』ミステリーハンターとして人気を博し、CM広告を中心に活動。
- 2010年9月、10代の頃からの夢だった[1]というネイルサロン「Lagoon」を恵比寿にオープン。
- 2013年7月、オーガニックコスメブランド「Lagoon Organics」を設立。
- 2015年1月28日、一般男性との婚約を発表。9月30日、結婚を発表[2]。12月24日、第1子妊娠を明らかにする[3]。2016年5月19日、第1子女児を出産[4]。

## 出演

### 映画
- ALWAYS 三丁目の夕日（2005年、東宝） - 小学校の先生 役

### テレビドラマ
- 連続テレビ小説 オードリー（2000年 - 2001年、NHK） - 岬曜子 役
- さすらい署長 風間昭平（2）こまち田沢湖殺人事件（2004年、テレビ東京） - 松川純子 役
- ファンタズマ〜呪いの館〜 EPISODE1（2004年、テレビ東京） - 中嶋朋美 役
- 月曜ミステリー劇場 山村美紗サスペンス-京舞妓殺人事件2-（2005年、TBS） - 梅駒 役
- 恋におちたら〜僕の成功の秘密〜（2005年、フジテレビ） - 中村典子 役
- 月、あるいは、父（2005年、NHK） - 主演・かおり 役
- ココリコミラクルタイプドラマスペシャル-教える女-（2006年、フジテレビ） - OL 役
- マイ☆ボス マイ☆ヒーロー（2006年、NTV） - チイママ 役
- 結婚式へ行こう! 第21話 - 第23話（2007年、TBS） - 麻美 役
- セクシーボイスアンドロボ 第7話（2007年、日本テレビ） - 本放送でのオンエアは中止、DVDのみ収録
- 警視庁捜査一課9係 season2 第5話（2007年5月、テレビ朝日） - 風間忍（代議士の娘）役
- 働きマン 最終話（2007年12月、日本テレビ） - まどか 役
- 赤川次郎ミステリー 4姉妹探偵団 第3話（2008年2月1日、テレビ朝日） - 神谷紀子 役
- わたしが子どもだったころ（2008年5月28日、NHK） - 幸子 役
- 名古屋嬢の恋（2008年8月31日、9月1日、東海テレビ） - 木下美沙子 役
- 西村京太郎トラベルミステリー51「上野駅13番線ホーム」（2009年1月10日、テレビ朝日） - 戸塚みゆき 役
- 世にも奇妙な物語 春の特別編「クイズ天国・クイズ地獄」（2009年3月30日、フジテレビ） - 佐藤 役

### バラエティ・情報
- 恋のから騒ぎ（1996年 - 1997年、日本テレビ） - 3期生
- K.I.P!（1999年、関西テレビ）
- 世界・ふしぎ発見!（2000年 - 2002年、TBS）※ミステリーハンターとして8回出演（これはジュリー・ドレフュス、三上朱美と並ぶ歴代19位の記録）

### CM
- ロート製薬「アルガードクールS」（2003年）
- ミニストップ（2003年）
- JAL TOURS「マジカルファンタジーツアー」（2003年）
- ちふれ化粧品「ちふれの美容液」（2003年）
- AUTOBACS（2004年）
- TIGER「ハイブリッド式加湿器」（2004年） - 中山エミリと共演
- グラクソ・スミスクライン「シュミテクト」（2004年）
- ニッセン（2005年）
- アサヒビール「旬果搾り」（2005年）
- 住友信託銀行「信託世代」（2005年 - 2011年） - 長塚京三の娘役
- 興和
  - 「キューピーコーワi」（2005年 - 2009年）
  - 「コルゲンIB透明カプセル」（2007年 - 2009年）
- 日清食品「日清のラーメン屋さん」（2006年）
- NHK 『明日のエコではまにあわない。』地球だい好き環境キャンペーン（2007年）
- ミスタードーナツ『できちゃった篇』（2007年）
- 花王「ワイドハイターEX」（2008年）
- NTT東日本「DENPO115」『ココロからこころへ』篇（2008年）

### 映画
- ALWAYS 三丁目の夕日（2005年、東宝） - 先生 役

### 舞台
- 劇団たいしゅう小説家 WEL-COME to パラダイス!（2006年2月9日 - 19日） - マリン 役